# NLGN2
NLGN2‏ (Neuroligin 2) هوَ بروتين يُشَفر بواسطة جين NLGN2 في الإنسان.

## الوظيفة
يُشفِّر هذا الجين عضوًا من عائلة بروتينات سطح الخلايا العصبية. قد تعمل هذه العائلة كربيطات خاصة بموقع الوصل لبيتا-نيوريكسين، وقد تشارك في تكوين وإعادة تشكيل مشابك الجهاز العصبي المركزي.